# Atalopteris ekmanii
Atalopteris ekmanii är en ormbunkeart som beskrevs av William Ralph Maxon. Atalopteris ekmanii ingår i släktet Atalopteris och familjen Tectariaceae. Inga underarter finns listade.